# تعداد السكان

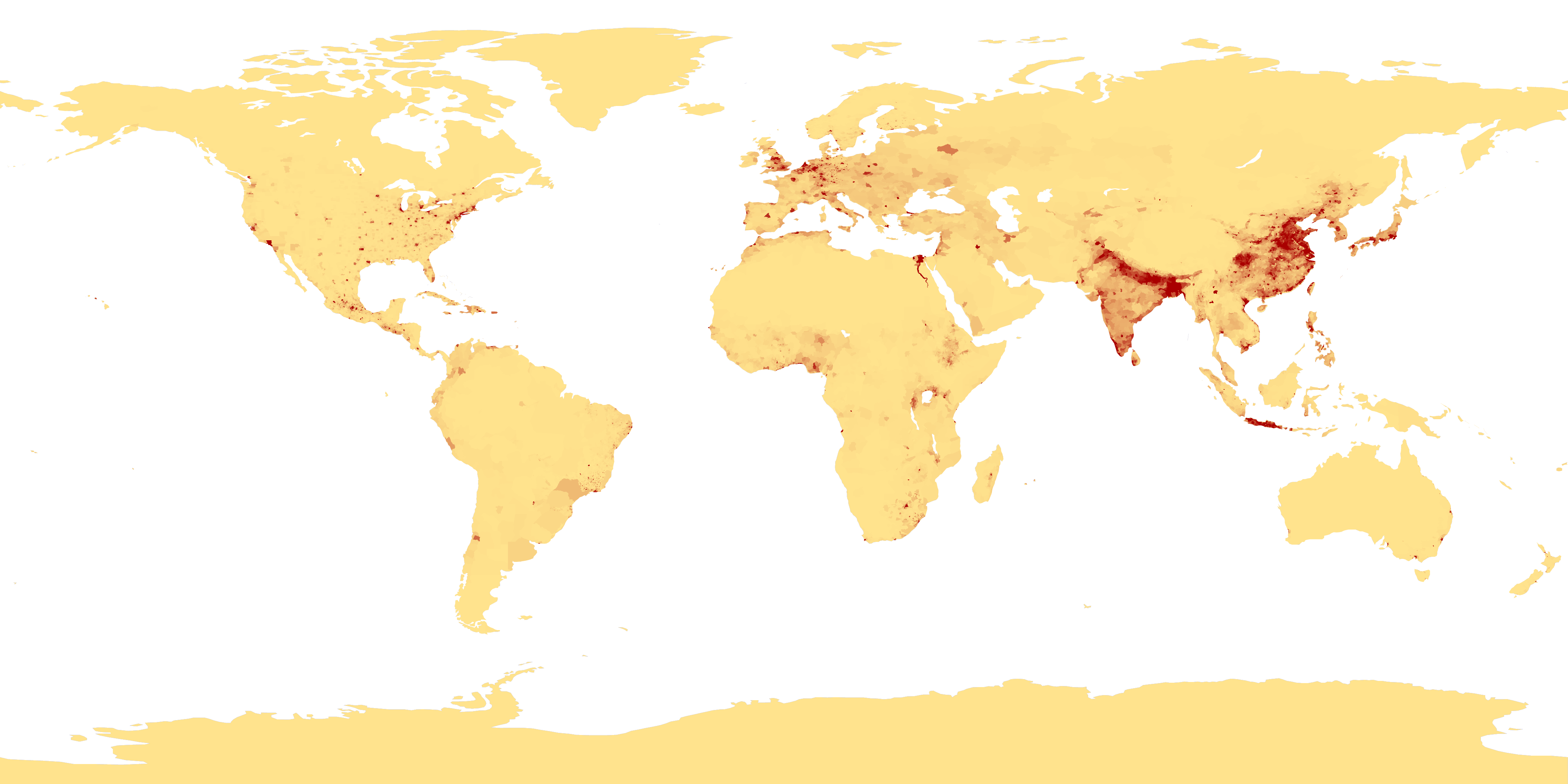
توزيع سكان العالم عام 1994

يشير تَعداد السُّكان عادةً إلى عدد الأشخاص في منطقة واحدة سواءٌ أكانت مدينة أم بلدة أم منطقة أم بلدًا أم العالم. تحدد الحكومات عادةً حجم السكان المقيمين ضمن ولايتها القضائية من خلال عملية تسمى التَعداد (عملية لجمع وتحليل وتجميع ونشر البيانات المتعلقة بالسكان).